# Pähkla
Pähkla (Duits: Pechel) is een plaats in de Estlandse gemeente Saaremaa, provincie Saaremaa. De plaats heeft de status van dorp (Estisch: küla) en telt 147 inwoners (2021).
Tot in december 2014 behoorde Pähkla tot de gemeente Kaarma, tot in oktober 2017 tot de gemeente Lääne-Saare en sindsdien tot de fusiegemeente Saaremaa.
Pähkla werd voor het eerst genoemd in 1453 onder de naam Pechgell. Een jaar eerder werd een landgoed Pähkla genoemd. Van het landgoed zijn geen gebouwen bewaard gebleven.